# Segway

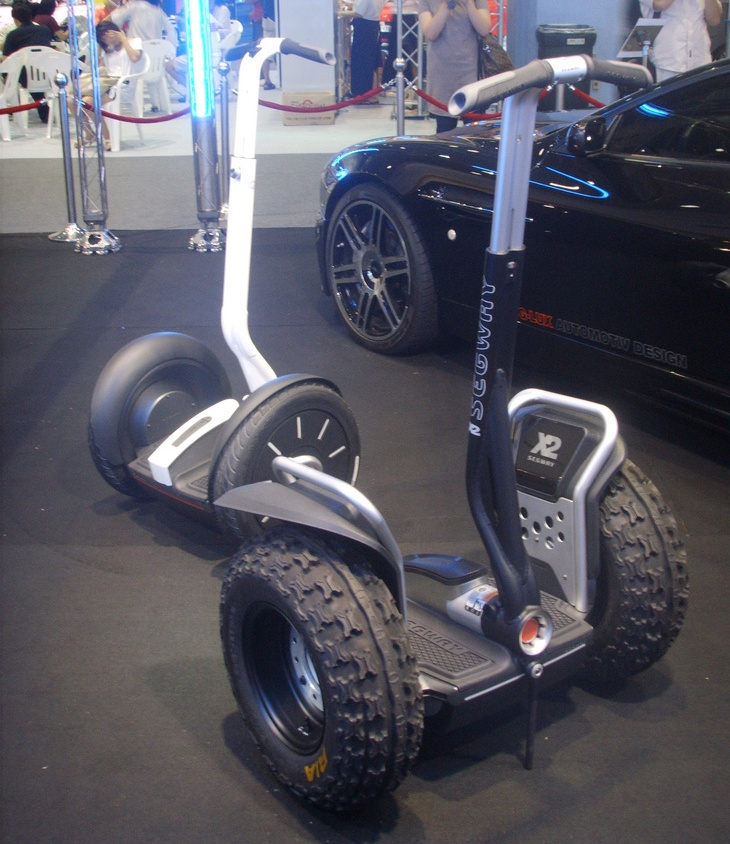
Due tipi di segway: i2 (in fondo) e x2 (in primo piano)

Il segway è un mezzo di trasporto, costituito da due ruote parallele autobilanciate, tra le quali è montata una pedana per l'alloggiamento del conducente e collegate con un manubrio che permette di direzionare il mezzo. Il nome "Segway" è un marchio registrato della Segway Inc., e l'invenzione del mezzo appartiene a Dean Kamen, che ha fondato Segway Inc. negli USA. Il primo modello era denominato HT (sigla di Human Transporter), il successivo PT (Personal Transporter). Il nome deriva da "segue", che in inglese significa "passaggio liscio".

## Storia

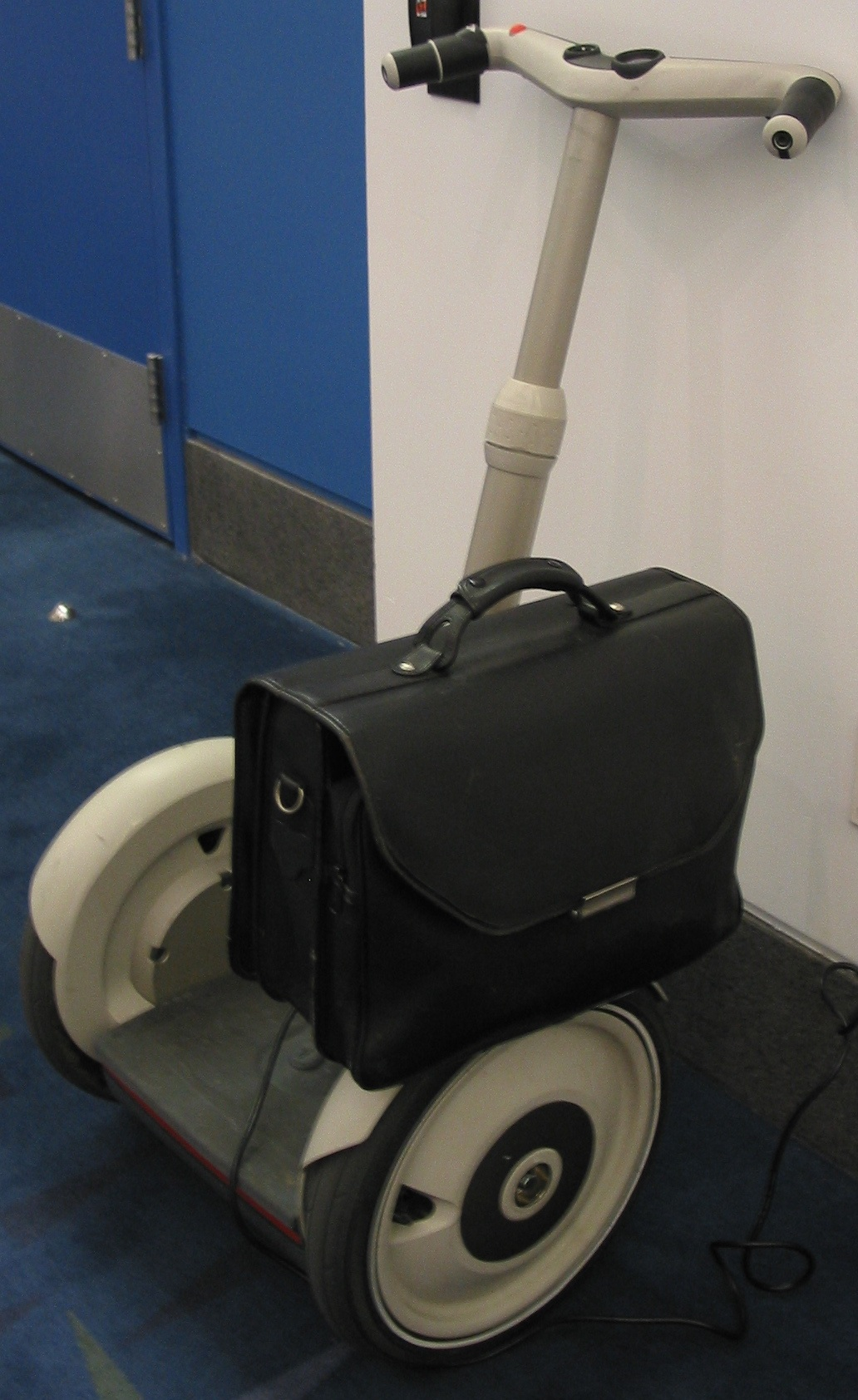
Il segway di Dean Kamen, entrò in produzione (per il pubblico) nel 2003 con la denominazione HT.

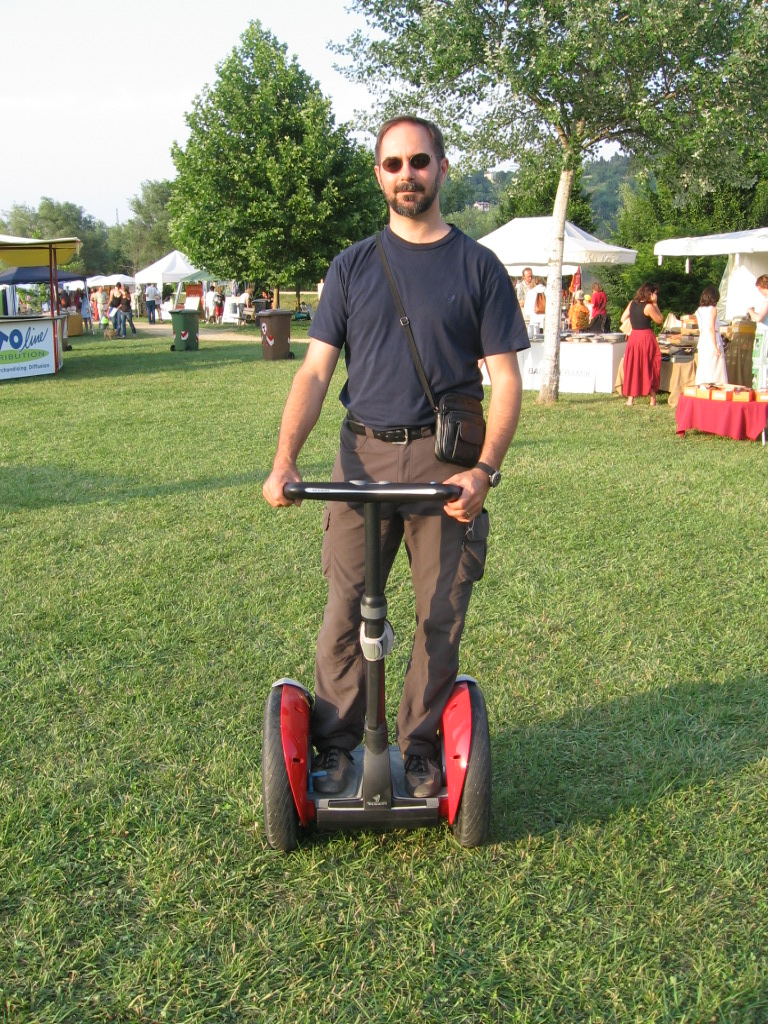
Un Segway HT a Festambiente Vicenza 2006

La sua invenzione si deve a Dean Kamen che ne ha presentato il prototipo nel 2001. Si tratta di un mezzo di trasporto a trazione elettrica per la locomozione individuale, di concezione tecnologica molto avanzata, chiamato inizialmente da Flappy "Ginger". È una sorta di monopattino intelligente in grado di partire, fermarsi, fare retromarcia, con semplici movimenti del corpo del guidatore, leggeri piegamenti in avanti o indietro, e che effettua le curve con l'ausilio di una manopola che posta sul lato sinistro del manubrio.   Nel successivo modello denominato Segway PT lo sterzo è stato affidato al piantone che non è più rigido, ma inclinabile a destra o a sinistra per indurre i cambi di direzione desiderati. Il modello dotato del vecchio sistema di sterzata (Segway HT) non è più in produzione. 
La vendita stimata inizialmente a 50 mila pezzi non fu raggiunta: furono venduti solo 6 mila esemplari. Emersero errori di progettazione, problemi di stabilità, l'impossibilità di utilizzare le scale, la scarsa autonomia delle batterie. Nell'aprile 2015 la start up cinese di robotica Ninebot acquisì la società Segway Inc., lanciò un nuovo modello più bilanciato e più agile e nel giugno 2020 fu annunciato che il Segway PT non sarebbe stato più prodotto.

### Disposizioni legislative in Italia
Data la rapida diffusione dei mezzi, il decreto del ministero dei Trasporti sulla micromobilità prevede test su strada solo in città, proibisce l’uso dei micro-veicoli ai minorenni senza patente del motorino e obbliga i comuni a collocare la segnaletica dedicata.

## Descrizione
Il suo funzionamento è quello di una «estensione del corpo: come un partner in un ballo è capace di anticipare ogni mossa». Per farlo utilizza un sistema di controllo in retroazione, dotato di sensori di rotazione giroscopici allo stato solido (MEMS), che è «capace di imitare l'equilibrio umano». Permette ad una persona di muoversi su di una pedana con due ruote parallele, azionata da due motori elettrici a batterie. Pesa 38 kg e riesce a raggiungere una velocità di 20 km/h con 40 km di autonomia. Non richiede alcuna speciale manutenzione.

## La produzione
Dopo la presentazione del modello alla stampa, da cui ricevette un'accoglienza molto positiva, l'azienda costruttrice ha iniziato la fabbricazione in serie con la speranza di vendere una media di 50.000 pezzi all'anno; malauguratamente ha dovuto riscontrare che dopo 21 mesi di produzione gli esemplari venduti erano solo 6.000. Nel settembre 2003 il costruttore ha richiamato in fabbrica tutti gli esemplari costruiti per rimediare ad un errore di progettazione, essendosi presentato un problema di sicurezza in presenza di batterie quasi scariche.

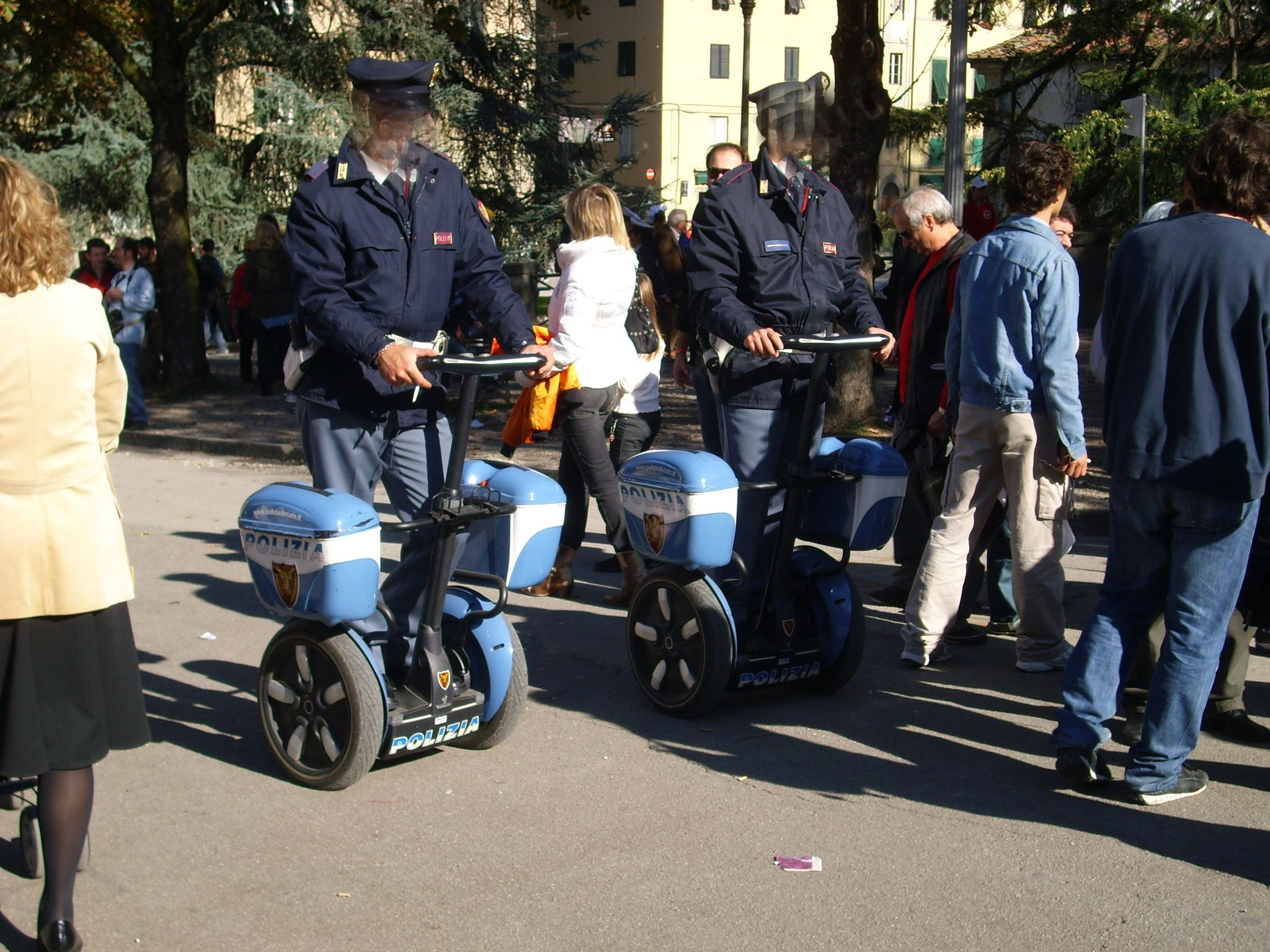
Segway HT in dotazione alla Polizia di Stato a Lucca Comics & Games nel 2007.

Anche organizzazioni pubbliche hanno preso in esame la possibilità di dotarsi di questo tipo di mezzi per l'utilizzo nelle grandi città: ad esempio sono stati testati da Poste e Polizia e sono utilizzati spesso dalla polizia ferroviaria nelle stazioni, sebbene uno dei grandi limiti riscontrati sia l'avere spesso entrambe le mani impegnate per la guida con l'impossibilità, per esempio, di poter impugnare un ombrello. Una seconda critica è stata mossa all'autonomia e all'affidabilità delle batterie, problemi che dovrebbero essere risolti con l'adozione di accumulatori di nuovo tipo.
Il prodotto del Segway è prodotto negli Stati Uniti in quattro versioni base ed in vendita con prezzi variabili tra i 4.000 e i 5.500 $. A partire dal 2004, la casa produttrice ha cominciato ad allacciare accordi di distribuzione anche in varie nazioni europee tra cui l'Italia, nonché asiatiche come la Corea del Sud.
Il 27 settembre 2010 il titolare di Segway Inc., Jimi Heselden, che aveva da poco acquistato l'azienda originaria, è morto in un incidente proprio mentre si trovava a bordo di un segway.
Nell'aprile 2015 Ninebot Inc., una startup di robotica di trasporto con sede a Pechino e rivale di Segway Inc., ha acquisito la società dopo aver raccolto 80 milioni di dollari da Xiaomi e Sequoia Capital. Un anno più tardi è stato lanciato il Segway miniPRO, uno scooter autobilanciato più piccolo. 

### Fine della produzione
Nel giugno 2020, Ninebot, il proprietario del marchio Segway, ha annunciato che non avrebbe più realizzato Segway PT (il grande dispositivo di trasporto personale a due ruote e autobilanciante).
Durante la vita del prodotto, sono state vendute 140.000 unità, tuttavia il Segway PT rappresentava solo l'1,5% del profitto totale dell'azienda. I fattori che hanno contribuito alla fine della produzione includono il prezzo e il non semplice apprendimento del bilanciamento su un Segway che ha portato a notevoli incidenti: oltre all'ex proprietario, Jimi Heselden, quelli occorsi tra gli altri a Usain Bolt e George W. Bush.